# Brian Roswell
Brian Roswell es un deportista canadiense que compitió en vela en la clase Finn. Ganó una medalla de bronce en el Campeonato Mundial de Finn de 1956.

## Palmarés internacional
| Campeonato Mundial | Campeonato Mundial    | Campeonato Mundial | Campeonato Mundial |
| Año                | Lugar                 | Medalla            | Clase              |
| ------------------ | --------------------- | ------------------ | ------------------ |
| 1956               | Burnham (Reino Unido) | Medalla de bronce  | Finn               |